# سيناي
سيناي أو سينيه  هي إحدى القرى اللبنانية من قرى قضاء النبطية في محافظة النبطية.

## موقعها
تقع على الطرف الشمالي الغربي لبلدة أنصار.

## تاريخها
وقد كانت في الربع الأول من القرن العشرين مزرعة صغيرة من بعض منازل تابعة لأملاك حسين بك الدرويش (مدير ناحية النبطية سابقاً). وله فيها دار قرميد جميلة ما زالت حتى الآن.
اشتراها فيما بعد يوسف بك الزين، ثم انتقلت ملكيتها العام 1935م لحسن شمس الذي أخذ بدوره يبيع بعض العقارات إلى الأهالي القاطنين والوافدين، إلى أن أصبحت بلدة صغيرة متكاملة، ووصلت إليها المياه والكهرباء في أواسط الستينيات. كذلك يوجد فيها عين ماء قديمة العهد تسيل على مدار السنة.

## مساحتها
مساحتها العقارية 4500 دونم، ترتفع عن سطح البحر حوالي 300م وتبعد عن مدينة النبطية 13 كلم، وعن العاصمة 89 كلم.

## عدد سكانها
تجاوز عدد سكانها الالفي نسمة، وعدد ناخبيها حوالى 650 ناخب أما عدد وحداتها السكنية فيقارب 350 منزل.

## أصل أسمها
يقول السيد محسن الأمين في «خططه»: الاسم يدل على قدمها، فالسين بالسريانية هو القمر أو من «سيني» وهو سبط متسلسل من كنعان.

## الحالة العلمية والاجتماعية والثقافية فيها
في البلدة مدرسة ابتدائية رسمية تعود إلى منتصف الستينات حدثت في العام 1989 ثم انشأت مدرسة جديدة في العام 2004

### مدراء المدرسة الرسمية
تعاقب على الإدارة كل من:
- غسان الشيخ علي 1968/1969م
- محمد معروف فقيه1970/1989م
- حسين كريم 1989/1992م
- خلفه علي حوماني
- غباس عواضة
- زينب زريق